# Papež Gelazij I.
Gelazij I.  je bil rimski škof (papež) Rimskokatoliške cerkve, * okrog 410 Afrika, ( Rimsko cesarstvo); papež izvoljen 1. marec 492; † 19. november 496 Rim, pokopan 21. november 496 Bazilika svetega Petra, Rim (Italija, Vzhodnogotsko kraljestvo).

## Življenjepis
Gelazij je bil po rodu Afričan Berber iz Kabilije, prebivalec rimske pokrajine Severna Afrika. Rodil se je okrog leta 410 očetu Valeriju (Valerius). Nekateri viri menijo, da je bil temne polti; večinoma pa vendarle domnevajo, da je bil belec. Njegovo ime je grškega izvora 
Leta 483 ga je vrhovni cerkveni poglavar Feliks III. poklical v papeško pisarno v Rimu. Imel je tak ugled, da papež ni skoraj nobene odločitve sprejel, ne da bi se prej posvetoval s teologom Gelazijem. Po Feliksovi smrti je papeški sedež, leta 492, zasedel Gelazij.

### Poskus odprave razkola
Kot prvo nalogo si je zadal odpravo vzhodnega razkola. Zato je takoj po ustoličenju napisal prijateljsko pismo vzhodnorimskemu cesarju Anastaziju (491-518) v Carigrad:
»Vzvišeni moj sin! Jaz, ki sem tako rekoč rojeni rimski državljan Te poznam in spoštujem kot gospodarja Rima.« V njegovo varstvo priporoča Cerkev, prosi obnovitev edinosti in priznavanje odlokov Kalcedonskega vesoljnega cerkvenega zbora, med katerimi pa ne more sprejeti 28. kanona, ki se nanaša na prvenstvo carigrajskega patriarha; saj so bili namreč Ravena (Ravenna), Milan (Milano), Sirmij (Syrmium) in Trier tudi sedeži vladarjev, pa njihovi škofje le niso zahtevali zase prvenstva. Ker je medtem patriarh Akacij umrl in je bil za njegovega naslednika izvoljen Evfemij, je nagovarjal tudi njega, naj izbriše Akacijevo ime iz diptihov  in potrdi pravovernost, »kajti če izkazuje avtorju monofizitizma in Henotikona bogoslužno čast, bo deležen nesrečne verske zablode ter bo sodeloval v zastrupljanju katoliških verskih resnic. Škofe prizadeva velika odgovornost, če molčijo tam, kjer bi morali dajati razsvetljenje (pri cesarju); enaka odgovornost prizadeva tudi laike, če ne ubogajo tistega (papeža), ki bi bili dolžni.«
Carigrajski patriarh in njegovi privrženci so zavrnili njegovo željo; nasprotno temu pa so papežu izrazili vdanost ilirski in dalmatinski škofje. Ostalo je torej vse po starem.

### Odnos med svetno in duhovno oblastjo
V pismu bizantinskemu cesarju Anastaziju leta 494 je izredno jasno opredelil odnos med svetno in duhovno oblastjo. Njegove temeljne postavke so naslednje:
- 1. na zemlji sta dve oblasti, ki sta obe od Boga, duhovna in svetna, na čelu prve je papež, na čelu druge pa cesar;
- 2. med seboj se razlikujeta in sta druga od druge neodvisni, dopolnjujeta se in skupaj skrbita za krščansko družbo;
- 3. v vseh duhovnih zadevah je vladar odvisen od Cerkve, v svetnih zadevah pa so vsi podvrženi vladarju;
- 4. duhovna oblast je zaradi svojega odrešenjskega poslanstva nad svetno, vladar nima pravice vmešavati se v notranje zadeve Cerkve, mora pa skrbeti za pravovernost.

Gelazij I. je izrazil o odnosu med Cerkvijo in državo baje tudi misel, ki je postala kot dopolnitev  Leonovih zamisli nekako merilo skozi ves srednji vek; dodelal pa jo je še Gregor Veliki: 
»Nihče se ne sme nikdar in pod nikakršno pretvezo prevzetno poviševati nad službo papeža, ki je bil po Kristusovem ukazu postavljen nad vse in nad vsakogar in ki ga vesoljna Cerkev že od nekdaj priznava za svojega poglavarja.«

## Določbe
- Gelazij je nastopil proti pelagianizmu, ki se je ponovno skušal uveljavljati. Izdal je vrsto disciplinarnih odlokov, ki so jih kasneje vključili v kanonske zbirke..[9]

### PraznikSvečnica
Na Zahodu, v latinski Cerkvi, Svečnico uvedel v bogoslužni koledar 1eta 494, torej že poprej kot so ga slavili na Vzhodu, papež Gelazij. 
Poganski Rimljani so praznovali prav v mesecu svečanu svojemu maliku Panu v čast takozvane »luperkalije« (lupercalia) — ali veliki spravni ter očiščevalni dan. Po darovih, slovesnih obhodih z baklami naj bi se jim bilo ta dan očistilo mesto in ljudje. Prav zato je tem poganskim očiščevalnim svečanostim papež  Gelazij I. nasproti postavil krščansko praznovanje ter je izkušal tem načinom izpodriniti luperkalske nravnostne izgrede.
Vse se je ohranilo, kar se je le moglo povzeti iz poganstva v krščanstvo: slovesni obhod, luči — da začetkoma celo pogansko ime. Krščansko ime »Očiščevanje Marije Device Marije« pa se je pozneje pridelo zato, ker je bil ta praznik odločen na 40. dan po Božiču. Po Mojzesovi postavi (3 Mz, 12)
namreč mati po rojstvu dečka v štirideseterih dnevih svojega očiščevanja ni smela niti med ljudi, niti v tempelj. Od tega dneva pa ji je bil omogočen pristop v tempelj, da se je tam proglasila za čisto in opravila
svoj predpisani dar.

### Prazniknadangela Mihaela
Leta 493 je papež Gelazij posvetil 29. september svetemu nadangelu Mihaelu. Po eni legendi se je namreč nadangel Mihael 8. maja 492 prvič prikazal pred neko votlino v Garganskih gorah pri Sipontu blizu Neaplja v južni Italiji (pokrajina Apulija) in pri tem sproročil, "Ta votlina mi je sveta, izbral sem si jo, da bom tukaj vaš zaščitnik." Drugič se je  prikazal leta 492 škofu v Sipontu in mu obljubil pomoč. V noči na 29. september se je sveti Mihael prikazal tretjič in sporočil, da je on sam tisto votlino posvetil v baziliko. Od tam se je njegovo češčenje razširilo po vsej Evropi.
Po drugi legendi pa je prišlo do uvedbe praznika takole:
Za časa papeža Gelazija, leta 493, se je zgodilo na gori Gargano v Apuliji, blizu mesta Siponto, da se je nekemu pastirju izgubil vol; šele po dolgem iskanju ga je našel v neki votlini, v katero si nihče ni upal. Neki lovec je ustrelil v vola s puščico, ki ga pa ne samo da ni poškodovala, ampak je udarila nazaj samega strelca. Ta dogodek je povzročil veliko začudenje po celi pokrajini in tako je zanj zvedel tudi škof. Tudi njemu se je dogodek zdel izreden; da bi spoznal Božjo voljo, je določil, naj se kristjani skupaj z njim postijo skozi tri dni. Tretjega dne ponoči je imel škof videnje, med katerim je slišal tele besede: »Jaz sem nadangel Mihael, ki stojim vedno pred Božjim obličjem in ta votlina je pod mojim varstvom. Želim, da Boga in njegove angele na tem mestu posebno častijo.« Škof je zjutraj vesel pripovedoval o razodetju in v spremstvu ljudstva in duhovščine odšel na goro, kjer so v votlini na svoje najvepje presenečenje našli tako rekoč končano cerkev, ki ji je manjkal le oltar. Cerkev so nato posvetili med velikimi slovesnostmi na čast nadangelu Mihaelu in drugim angelom. Tam je Bog na njihovo priprošnjo storil mnogo čudežev. 

### PraznikMarijinega vnebovzetja
Na začetku 5. stoletja so v Jeruzalemu praznovali Marijino zaspanje (Dormitio SS. Deiparae). Praznik se je hitro razširil po celotnem Rimskem cesarstvu. V Rimu so praznik začeli obhajati okoli 570 ter ga imenovali Marijino rojstvo za nebesa (Natale sanctae Mariae, Natalitas BMV, Festivitas Sanctae Mariae). Mašni obrazec, ki je ohranjen v Gelazijevm zakramentariju, izhaja iz istega časa.

## Smrt in češčenje
Umrl je 19. novembra, pokopali pa so ga 21. novembra 496 v stebrišču bazilike svetega Petra v Rimu in na ta dan - na dan pogreba namreč - tudi goduje. 
Ponekod obhajajo njegov god kot neobvezni spomin 20. novembra.

### Ocena
- Gelazij je bil tretji Afričan na papeškem prestolu. Bil je pravi afriški značaj: odločen, ognjevit, učen, pravi oče revežem.[18]
- Njegova ohranjena pisma izpričujejo, da je bil teološko izredno izobražen ter zelo energičen v še vedno trajajočih sporih z vzhodom zaradi zavračanja kalcedonskega koncila. Že v času svojih predhodnikov je imel pomembno besedo v vodstvu Cerkve. V cerkvenopolitičnih zadevah je bil za Leonom Velikim najpomembnejši papež 5. stoletja.[19]
- V štirih letih papeževanja je veliko storil za izginjanje ostankov poganstva, uredil je bogoslužje in v težkih časih, ko so v Italijo vdirali barbari že z vseh strani, z modro in močno roko krmaril Petrovo ladjo.[20]